# Spiergebonden nationalisme

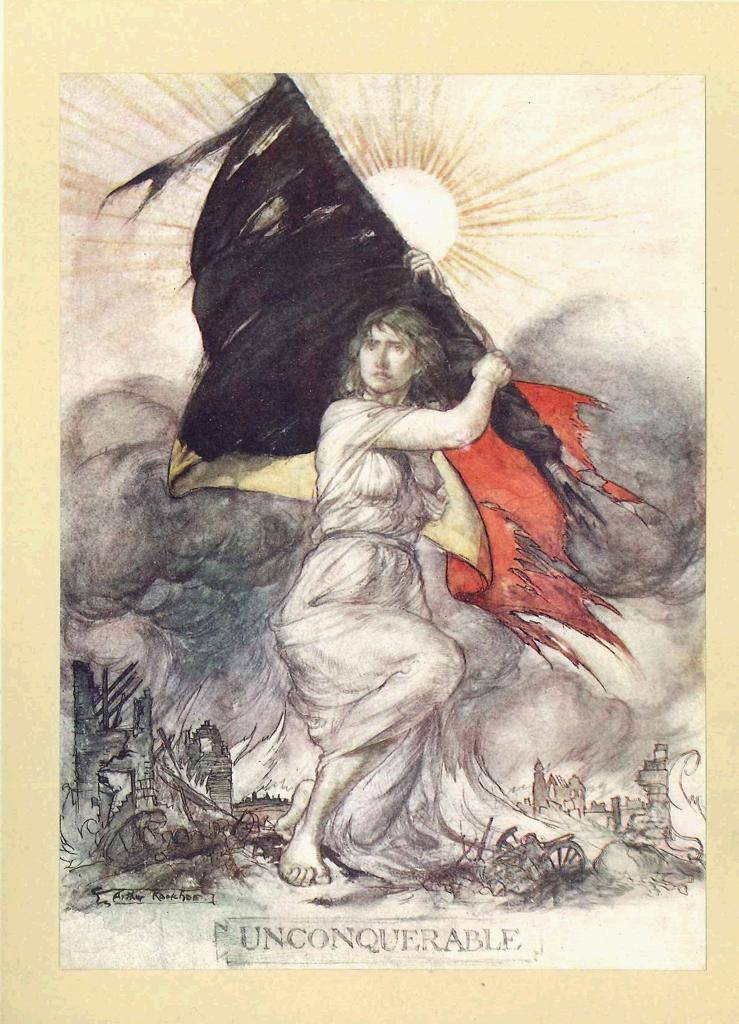
"Onoverwinnelijk" (ook bekend als "Trotse België") is een illustratie gemaakt door de Britse kunstenaar Arthur Rackham in 1914. Het werd gemaakt als een blijk van steun aan België tijdens het begin van de Eerste Wereldoorlog. Het beeld toont een allegorische voorstelling van België, belichaamd door een vrouwelijke figuur, die standvastig staat tegenover dreigende duistere krachten, die symbool staan voor de Duitse agressie. Deze illustratie werd destijds breed verspreid en diende als een krachtig symbool van de vastberadenheid van België om zijn onafhankelijkheid en vrijheid te verdedigen in het licht van tegenspoed.

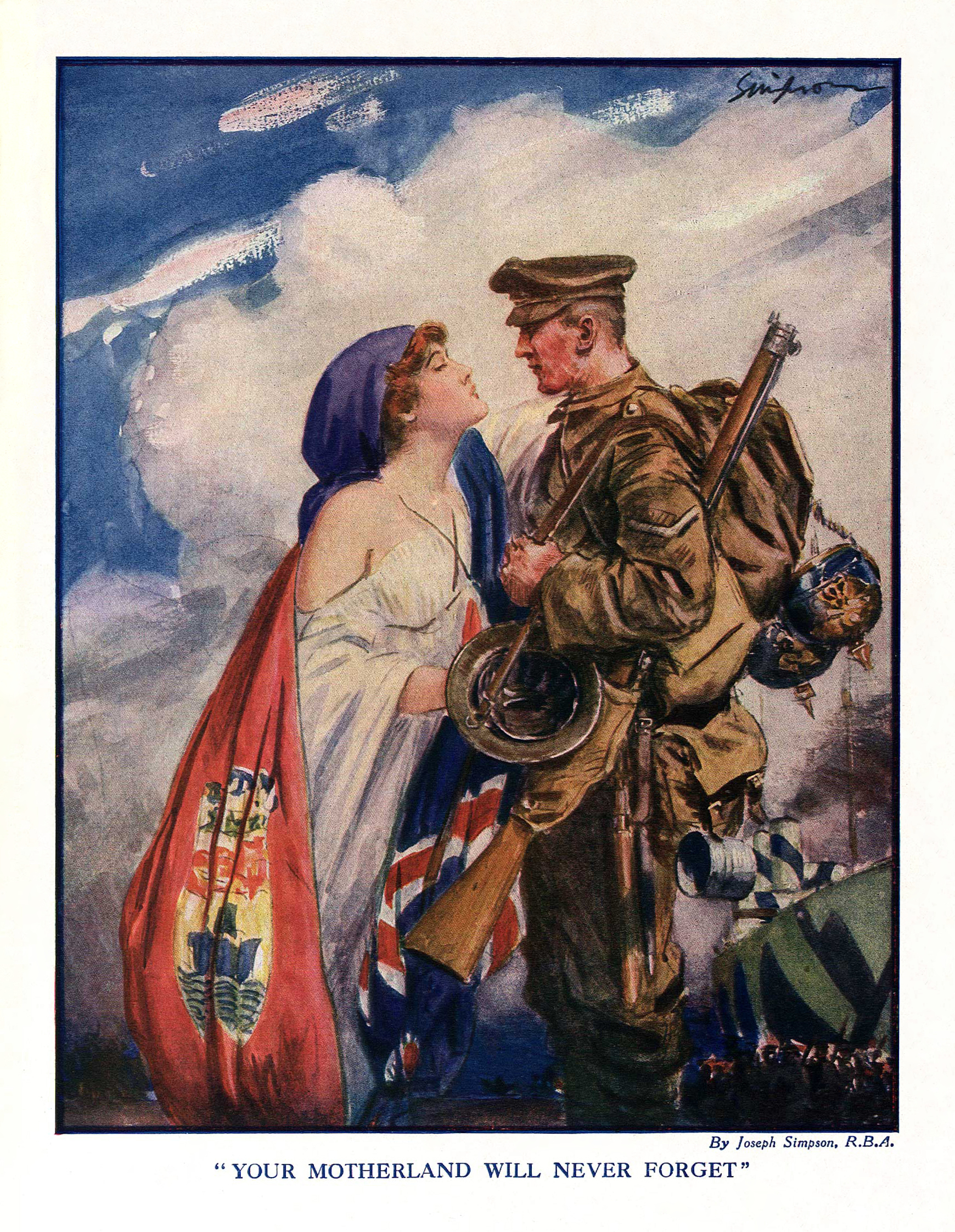
"Uw moederland zal nooit vergeten", een illustratie uit Canada in Khaki. Kunstenaar: Joseph Simpson, gerestaureerd door Adam Cuerden.

Spiergebonden nationalisme is een concept dat de identiteit van een natie verbindt met masculiene attributen en krachtige eigenschappen die uniek zijn voor een bepaald land. Deze vorm van nationalisme, die langs een continuüm van nationalistische ideologieën valt, benadrukt de fysieke en symbolische kracht van een natie en haar inwoners.

## Feministische Kritiek op Nationalisme
De feministische kritiek interpreteert nationalisme als een mechanisme waarbij seksuele controle en onderdrukking worden gerechtvaardigd en gelegitimeerd, vaak door een dominante mannelijke macht. De gendering van nationalisme door sociaal geconstrueerde noties van mannelijkheid en vrouwelijkheid vormt niet alleen wat mannelijke en vrouwelijke participatie in de opbouw van die natie eruit zal zien, maar ook hoe de natie zal worden voorgesteld door nationalisten. Een natie met een eigen identiteit wordt gezien als noodzakelijk, en vaak onvermijdelijk, en deze identiteiten zijn gendergebonden. Het fysieke land zelf wordt vaak als vrouwelijk gendered (bijv. "Moederland"), met een lichaam dat voortdurend in gevaar is van schending door buitenlandse mannen, terwijl nationale trots en bescherming van "haar" grenzen wordt gegenderd als mannelijk.

## Gendering van Nationalisme
Geschiedenis, politieke ideologieën en religies plaatsen de meeste naties langs een continuüm van spiergebonden nationalisme. Spiergebonden nationalisme conceptualiseert de identiteit van een natie als afgeleid van spiergebonden of mannelijke eigenschappen die uniek zijn voor een bepaald land. Als definities van nationalisme en gender worden begrepen als sociaal en cultureel geconstrueerd, kunnen de twee in samenhang worden geconstrueerd door een "wij" versus "zij" dichotomie te hanteren met als doel de uitsluiting van de zogenaamde "ander", die wordt gebruikt om de verenigende banden van de natie te versterken. De empowerment van één gender, natie of seksualiteit vindt meestal plaats ten koste van en deïllusie van een ander; op deze manier kan nationalisme worden gebruikt als instrument om heteronormatieve machtsstructuren in stand te houden. De gegenderde manier waarop dominant nationalisme in de meeste staten ter wereld is voorgesteld, heeft belangrijke gevolgen gehad, niet alleen voor de individuele ervaring van individuen, maar ook voor de internationale betrekkingen.

## Spiergebonden Nationalisme en Kolonialisme
Kolonialisme is historisch sterk verweven geweest met spiergebonden nationalisme, van onderzoek dat hegemonische mannelijkheid en rijkopbouw koppelt, tot intersectionele onderdrukking die wordt gerechtvaardigd door kolonialistische beelden van de "ander", een praktijk die integraal is in de vorming van de westerse identiteit. Dit "anderen" kan komen in de vorm van oriëntalisme, waarbij het Oosten door het Westen wordt gefeminiseerd en geseksualiseerd. Het gefeminiseerde Oosten, of "ander", bestaat in contrast met het mannelijke Westen.

## De Krijger en de Natie
De status van veroverde naties kan een dilemma van causaliteit worden: de natie werd "veroverd omdat ze vrouwelijk waren en gezien als vrouwelijk omdat ze veroverd waren." In nederlaag worden ze beschouwd als militair onervaren, niet agressief, en dus niet gespierd. Om als "juist" te worden beschouwd, moet een natie de mannelijk-geslachtelijke kenmerken van viriliteit bezitten, in tegenstelling tot de stereotiep vrouwelijke kenmerken van ondergeschiktheid en afhankelijkheid. Spiergebonden nationalisme is vaak onlosmakelijk verbonden met het concept van een krijger, wat ideologische overeenkomsten deelt over veel naties; ze worden gedefinieerd door de mannelijke noties van agressie, bereidheid om oorlog te voeren, besluitvaardigheid en spierkracht, in tegenstelling tot de vrouwelijke noties van vreedzaamheid, zwakte, geweldloosheid en mededogen. Deze gemasculiniseerde afbeelding van een krijger wordt theoretisch beschouwd als "de culminatie van een reeks gendergerichte historische en sociale processen" die zich afspelen in een nationale en internationale context. Ideeën van cultureel dualisme - van een strijdlustige man en kuisheid van een vrouw - die impliciet zijn in spiergebonden nationalisme, benadrukken de geracialiseerde, geklasseerde, gegenderde en heteronormatieve aard van de dominante nationale identiteit.

## Natiestaten en Genderconstructies
Natiestaten en gendersystemen zijn onderling ondersteunende constructies: de natie vervult de mannelijke idealen van kameraadschap en broederschap. Mannelijkheid wordt genoemd als een opmerkelijke factor bij het voortbrengen van politieke militantie. Een veelvoorkomend kenmerk van nationale crisis is een drastische verschuiving in de sociaal aanvaardbare manieren om een man te zijn, wat vervolgens helpt bij het vormgeven van de genderperceptie van de natie als geheel.